# 岡田稔

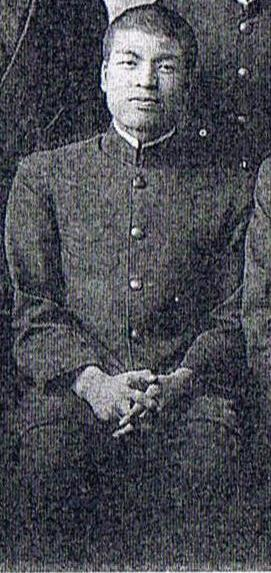
神戸神学校の神学生時代

岡田 稔（おかだ みのる、1902年12月11日 - 1992年7月13日）は、日本の牧師・神学者。日本キリスト改革派教会の創立者。その神学は神中心、徹底した聖書信仰に貫かれており、キリストにおける神の救いの確かさと豊さを明らかにすることを目指していた、と言われている。
カニンガム、アブラハム・カイパー、バーヴィング、チャールズ・ホッジ、ウォーフィールドのカルヴァン神学の正統的な改革派信仰を継承し、教会を形成した。四国学院大学名誉教授。

## 生涯
三重県多気郡斎宮町に、医師・岡田辰蔵とその妻・ゑいの三男として生まれる。
1921年7月2日、秋保考蔵牧師から洗礼を受けた。神戸神学校に入学し、神学生時代の1928年7月、灘伝道教会の主任として招聘された。1929年神戸中央神学校を卒業する。
サムエル・フルトンに古プリンストン神学者ウォーフィールドを勧められる。1932年11月教師となり、1933年4月2日に灘教会は独立し、教会建設式が行われ、牧師となる。
1934年ウェストミンスター神学校に留学、ジョン・グレッサム・メイチェンから『パウロ宗教の起源』、『キリストの処女降誕』の講義を受ける。ストンハウス、マーレーの授業も受けた。メイチェンとはその後も文通をした。
日本基督教団の創立総会で、常葉隆興牧師らと共に反対意見を述べた。日本基督教会の牧師の中で最後の一人となる12月26日まで同意書に署名しなかった。岡田は日本基督教団からの即時脱退を主張するも、長老主義を守るために部制廃止までは第一部の日本基督教会をかろうじて教会と認めるという立場だった。
南長老ミッションの中央神学校が偶像崇拝を行わないように閉鎖する使命を与えられていたが、彼らが11月23日の新嘗祭の日に宮城遥拝を行ったため、同校を実質上閉鎖した。国民儀礼を行わない神学機関として、昭和神学研究所を設立した。中央神学校の蔵書を保護するため、また日本基督教団と無関係となるために移転する。1942年に日本基督教団敵産管理委員会は強制的に中央神学校の土地校舎を取り上げた。
部制廃止後の1943年3月、岡田が牧会する灘教会（現日本キリスト改革派灘教会）は、日本基督教団を離脱して単立教会になると宣言した。
日本基督教団の指導部は、偶像崇拝を行わない牧師たちを優先的に、国の強制労働のために送り出した。岡田牧師は1944年10月から3ヶ月、三井三池炭鉱に強制徴用され、岡田、田中剛二、春名寿章、松田輝一は数百名の中、たった4人で山の神を拝む偶像崇拝を拒否した。
戦後、日本キリスト改革派を設立し、また改革派の教役者養成、神学教育機関である神戸改革派神学校を開校し、後身の指導にあたった。ロサンゼルス神学院より名誉神学博士号を授与される。
1961年、『新改訳聖書』の翻訳者に選出され、新約聖書の『使徒の働き』を翻訳した。
笑子夫人の没後後の1992年に死去 。安田吉三郎の司式で葬式が執り行われた。

## 著書
- 『改革派教会の神学』（長崎書店、1939年）
- 『基督教』（高志書房、1947年）
- 『基督』（活水社書店、1957年）
- 『キリスト者』（小峯書店 ベスト・ポケット・ライブラリー、1967年）
- 『イエス・キリスト』（小峯書店 ベスト・ポケット・ライブラリー、1969年）
- 『改革派教理学教本』（新教出版社、1969年）
- 『キリストの教会』（小峯書店、1970年）
- 『キリスト教（改訂版）』（小峯書店、1974年）
- 『カルヴィニズム概論』（小峯書店 ベスト・ポケット・ライブラリー、1974年）
- 『解説ウェストミンスター信仰告白』（つのぶえ社、1976年）
- 『改革派神学概論』（聖恵授産所出版部、1986年）
- 『岡田稔著作集 １』（いのちのことば社、1992年）
- 『岡田稔著作集 ２』（いのちのことば社、1992年）
- 『岡田稔著作集 ３』（いのちのことば社、1993年）
- 『岡田稔著作集 ４』（いのちのことば社、1993年）
- 『岡田稔著作集 ５』（いのちのことば社、1993年）

## 訳書
- 『基督教原理入門　―カルヴインの神認識に関する教理』（ウォーフィールド著、一粒社、1932年）
- 『カルヴィンと一般恩寵』（H・バーフィンク著、長崎書店 基督教文庫、1936年）

## 関連書
- 『天皇制とキリスト教』（日本における二つの帝国）ジョン・ML・ヤング
- 『日本における福音派の歴史』（中村敏著、いのちのことば社、2000年）
- 『岡田稔の神学　―神の主権と恩恵に生きた神学者』（木下裕也著、一麦出版社、2021年）